# Stèle de Kwanggaet'o

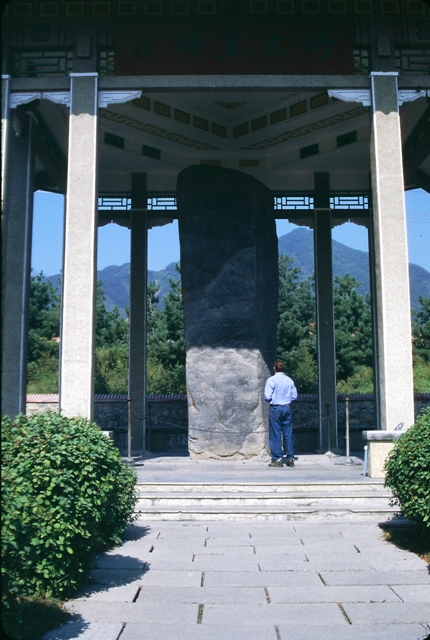
La stèle de Kwanggaet'o protégée par un pavillon à Ji'an

La stèle de Kwanggaet'o a été érigé en 414 en l'honneur du roi Kwanggaet'o de Koguryo sur l'ordre de son successeur, Changsu. Elle se trouve près de sa tombe dans la ville chinoise de Ji'an, à proximité du Yalou qui marque la frontière avec la Corée du Nord et qui était alors la capitale du royaume. Taillée dans un bloc de granite de près de sept mètres de haut, elle supporte sur ses quatre côtés un texte écrit en chinois classique et composé de 1802 caractères. Elle revêt une importance particulière puisque c'est le plus ancien document écrit local qui fournit des informations sur l'histoire d'un royaume coréen.
Elle est aussi connue sous le nom de stèle de Gwanggaeto (romanisation utilisée en Corée du Sud) et de stèle du roi Haotai ou stèle de Haotaiwang selon l'usage chinois. L'orthographe Kwanggaet'o est basée sur la romanisation McCune–Reischauer.
Une copie grandeur nature est exposée au Mémorial de la Guerre à Séoul et deux exemplaires estampés du texte sont en possession de la Chine et du musée national du Japon.

## Découverte
La stèle est officiellement découverte vers 1876 par Guan Yueshan, peu après l'ouverture de la Mandchourie à la colonisation par l'empereur de la dynastie Qing alors que les nouveaux arrivants avaient découvert de nombreuses inscriptions sur des vieilles tuiles qui avaient attiré l'attention des épigraphistes.
Initialement recouverte par la végétation, celle-ci est brûlée en 1882 pour pouvoir découvrir toute l'inscription, un processus qui a causé des détériorations sur la surface.

## Inscription

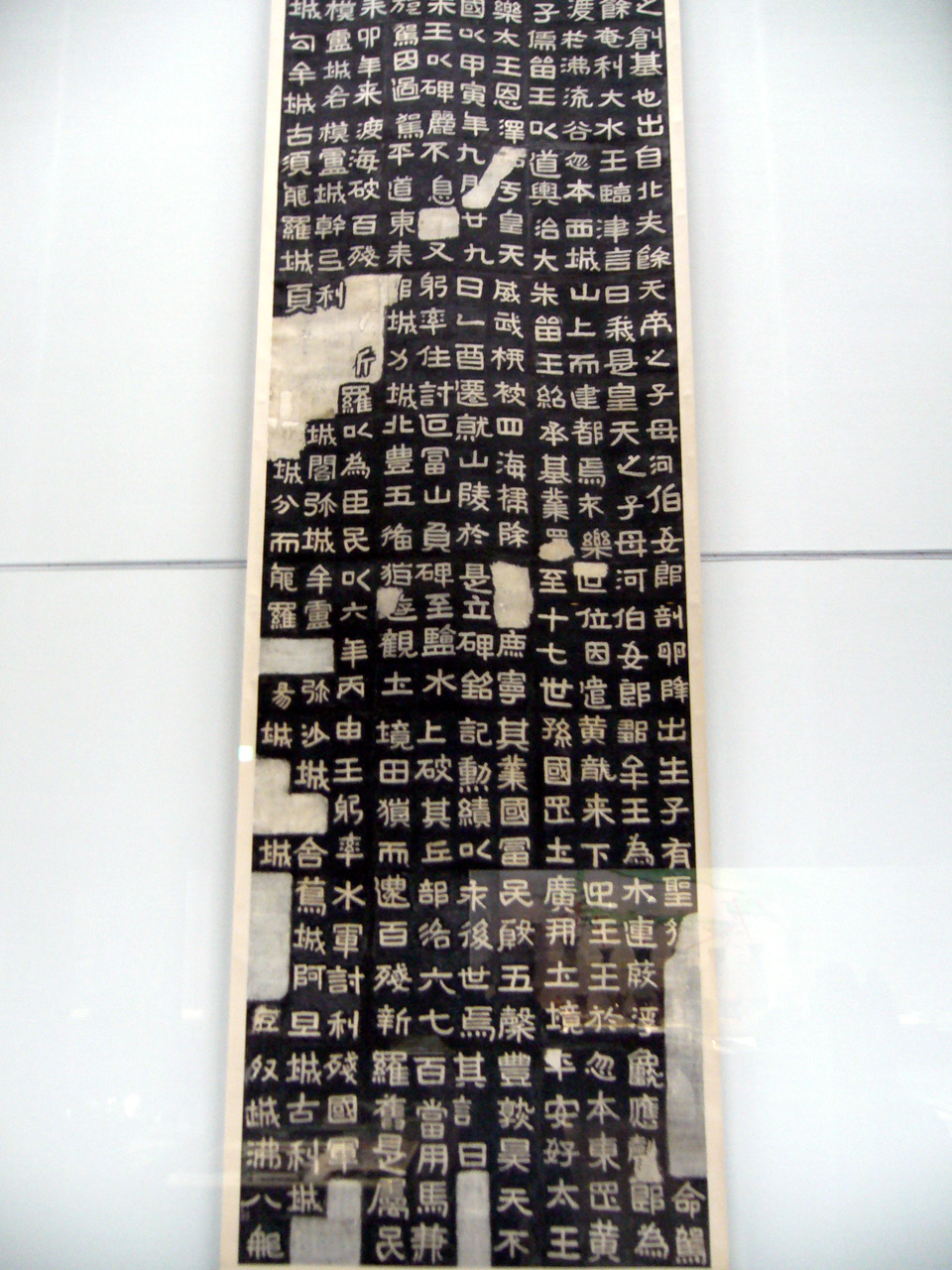
Estampage de la stèle, Musée national de Kyūshū

Le texte peut être décomposé en trois parties : le mythe de la fondation du royaume de Koguryo, les exploits militaires du roi Kwanggaet'o et la liste des gardiens du tombeau du roi.
Il décrit en particulier les victoires contre la tribu de Paeryeo (ko) (probablement des Khitans en 395, le royaume de Paekche (dans le sud-ouest de la péninsule coréenne) en 396, les Poshen (probablement une tribu des Sushen) en 398 et le Puyo oriental en 410). Il présente aussi l'alliance avec le royaume de Silla (sud-est de la Corée) liée en 399-400 face aux troupes des Wa (le Japon de la période Kofun).
En ce qui concerne la campagne de 396, la stèle donne les indications suivantes :

« En 396, le roi a personnellement pris la tête des forces navales pour punir Paekche. Celles-ci se séparèrent pour suivre différents chemins. Elles réussirent à prendre 58 villes fortifiées, après quoi elles poursuivirent leur avancée pour assiéger la capitale. L’ennemi, au lieu de se résoudre à la capitulation, osa attaquer à plusieurs reprises. Dans un regain de rage, le roi traversa la rivière Ari. Il envoya son avant-garde pour faire pression sur la ville, et il s’empara de la capitale grâce à une avancée latérale et un assaut de front. Le roi de Paekche, Chan wang, alors aux abois, livra un millier de prisonniers (hommes et femmes) et environ mille rouleaux de tissus de haute qualité. Prêtant serment devant notre roi, le roi de Paekche jura solennellement : « Dès lors, je demeurerai votre vassal. »

,

## Controverse
L'interprétation du texte a fait l'objet de nombreuses controverses, en particulier une portion de texte en partie effacée appelée le « passage de sinmyo » (sinmyo désigne l'année du lièvre de métal en coréen, c'est-à-dire l'an 391), les historiens japonais en déduisant que les Wa avaient imposé leur protection aux royaumes de Paekche et Silla tandis que les historiens coréens en concluent qu'elle affirme que c'est Koguryo qui en avait pris le contrôle.

## Transcription
Note : Toutes les parties où un signe □ est présent signifient que le caractère original n’est pas lisible
Histoire de la fondation de la nation et de la vie du roi Gwanggaeto
Il y a longtemps, le roi Jumong a fondé ce pays. Le roi est né dans le nord de Buyeo, était le fils de l'empereur du ciel et sa mère était la fille du dieu de la rivière. Il est né saint, ayant fendu l'œuf et étant descendu dans le monde. □□□□□□ Alors que je partais pour mon voyage vers le sud, je passai le col d'Eomri à Buyeo, et le roi m'a parlé au ferry. « Je suis le fils de l'Empereur Céleste, et ma mère est le roi Chumo, fille du fleuve Baek. Attachez les roseaux pour moi et laissez les tortues flotter. » À ces mots, les roseaux se joignirent aussitôt et les tortues flottèrent. Il traversa donc la rivière et construisit un château sur la montagne à l'ouest de Holbon dans la vallée de Biryu et établit sa capitale. (Le roi) n'était pas content de son trône, alors il envoya un messager (au ciel), et un dragon jaune descendit pour accueillir le roi. Le roi monta au ciel, debout sur la tête du dragon sur la colline à l'est de Holborn. En tant que prince héritier, le roi Yuryu, qui a hérité du trône, a dirigé le pays avec la Voie, et le roi Daejuryu (le roi Daemusin) a hérité de la lignée royale et l'a renforcée.
Texte original :惟昔始祖鄒牟王之創基也. 出自北夫餘 天帝之子 母河伯女郎. 剖卵降世 生而有聖. □□□□□□命駕巡幸南下 路由夫餘奄利大水 王臨津言曰. "我是皇天之子 母河伯女郎 鄒牟王. 爲我連葭浮龜." 應聲即爲連葭浮龜. 然後造渡 於沸流谷忽本西 城山上而建都焉. 不樂世位 因遣 黃龍來下迎王. 王於忽本東[岡] 履龍首昇天. 顧命世子儒留王 以道興治 大朱留王 紹承基業.
À la 17e génération, le roi Gukgangsang Gwanggaeto Gyeongpyeonganhotaewang monta sur le trône à l'âge de 18 ans (391) et prit le titre de roi Yeongnak (永樂大王). La grâce du roi atteignit les cieux, et sa puissance se répandit dans le monde entier. (Le roi) a balayé □□, et le peuple a pu poursuivre ses activités en paix. Le pays était prospère, les gens étaient riches et les cinq céréales étaient abondantes. Le ciel ne l'a pas regardé avec bienveillance, alors il a quitté ce monde à l'âge de trente-neuf ans (412). Le 29 septembre 414 après J.-C., il fut enterré à Sanreung (山陵). Nous aimerions ériger un monument pour commémorer ses réalisations et les transmettre aux générations futures. Le bilan est le suivant.
Texte original: 遝至十七世孫 國[岡]上廣開土境平安好太王 二九登祚 號爲永樂大王. 恩澤洽于皇天 武威振被四海. 掃除□□ 庶寧其業 國富民殷 五穀豊熟. 昊天不弔 卅有九寔駕棄國. 以甲寅年九月卄九日乙酉 遷就山陵. 於是立碑 銘記勳績 以示後世焉. 其詞曰.
Guerre de conquête
395 ap JC
C'était la 5e année de Yeongrak, l'année d'Eulmi. Lorsque le roi vit que Paeryeo (稗麗) ne capturait pas et ne renvoyait pas le peuple, il dirigea personnellement l'armée et les punit. En passant par Busan (富山) et Busan (負山), ils atteignirent le cours supérieur de la rivière Yeomsu (鹽水), où ils vainquirent trois villages et 600 à 700 camps, et capturèrent d'innombrables bovins, chevaux et moutons. Le roi fit alors demi-tour et traversa Yangpyeong-do, se dirigeant vers l'est jusqu'à □seong (□城), Yeokseong, Bukpung (北豊) et Obi□ (五備□), inspectant la frontière et chassant avant de revenir.
Texte original: 永樂五年歲在乙未. 王以稗麗不□□人 躬率往討. 過富山負山 至鹽水上 破其三部洛六七百營 牛馬群羊不可稱數. 於是旋駕 因過襄平道 東來 □城,力城,北豊,五備□ 遊觀土境 田獵而還.
Baekjan (Baekje) et Silla payaient autrefois tribut en tant que vassaux. L’interprétation de la phrase qui suit immédiatement est controversée. Regardons la partie controversée.
- Texte original:百殘新羅 舊是屬民 由來朝貢. 而倭以辛卯年來 渡海 破百殘□□新羅 以爲臣民.